# Dariusz Popławski (wicewojewoda)
Dariusz Popławski (ur. 1975) – polski polityk, pułkownik Wojska Polskiego, w 2024 wicewojewoda lubuski.

## Życiorys
Pochodzi z Torunia, w latach 80. zamieszkał w Żarach. Syn przewodniczącego żarskiej rady miejskiej Mariana Popławskiego. Ukończył dowodzenie w Wyższej Szkole Oficerskiej im. Józefa Bema w Toruniu, zarządzanie na Uniwersytecie Mikołaja Kopernika w Toruniu oraz politologię na Uniwersytecie Zielonogórskim. Kształcił się podyplomowo w zakresie zarządzania ochroną informacji niejawnych na Uniwersytecie Zielonogórskim oraz na studiach typu MBA w Wyższej Szkole Nauk Społecznych w Lublinie.
Przez 25 lat pełnił zawodową służbę wojskową w jednostkach zabezpieczenia i obronności, przeszedł do rezerwy w stopniu pułkownika. Ponad 8 lat spędził na polskich misjach wojskowych w Iraku, Syrii, Izraelu, Afganistanie, Bośni i Hercegowinie oraz w Republice Środkowoafrykańskiej. Po odejściu ze służby wojskowej zajął się prowadzeniem szkoleń z zakresu cyberbezpieczeństwa.
Zaangażował się w działalność polityczną w ramach Polski 2050, został członkiem zarządu partii w regionie lubuskim i szefem koła w południowej części województwa. Bez powodzenia kandydował do Sejmu w 2023 z listy Trzeciej Drogi. 17 stycznia 2024 powołany na stanowisko pierwszego wicewojewody lubuskiego, odpowiedzialnego m.in. za zarządzanie kryzysowe. W kwietniu tego samego roku złożył rezygnację z tego stanowiska.
Odznaczony m.in. Srebrnym Krzyżem Zasługi.